# Aurdal Station
Aurdal Station (Aurdal stasjon) var en jernbanestation på Valdresbanen, der lå ved byområdet Aurdal i Nord-Aurdal kommune i Norge.
Stationen åbnede 1. oktober 1905, da banen blev forlænget dertil fra Tonsåsen. Det første år fungerede den som endestation, indtil det sidste stykke af banen videre til Fagernes åbnede 1. oktober 1906. Stationen blev nedgraderet til holdeplads 7. januar 1968 og til trinbræt 1. januar 1983. Stationen blev nedlagt sammen med strækningen mellem Dokka og Fagernes 1. januar 1989. Sporet mellem Bjørgo og Leira, hvor stationen lå, blev taget op i 2002.
Den første stationsbygning blev opført til åbningen i 1905. Den blev revet ned i 1941 og erstattet af en ny, der blev opført efter tegninger af NSB Arkitektkontor. Den blev senere solgt fra og brændte 30. marts 1999.